# CAC Wirraway
O CAC Wirraway foi um avião de treino e instrução militar fabricado na Austrália pela Commonwealth Aircraft Corporation (CAC) entre 1939 e 1946. A aeronave era um desenvolvimento australiano do North American NA-16.
Durante a Segunda Guerra Mundial, este avião prestou serviço como bombardeiro leve contra as forças japonesas. Dele surgiu o CAC Boomerang.